# Estação Matta
A Estação Matta é uma das estações do Metrô de Santiago, situada em Santiago, entre a Estação Parque Almagro e a Estação Irarrázaval. Faz parte da Linha 3.
Foi inaugurada em 22 de janeiro de 2019. Localiza-se na Avenida Matta com Avenida Santa Rosa. Atende a comuna de Santiago.
Espera-se que até 2032 esta estação seja uma futura combinação com a Linha 9.